# کالیبوخنا
کالیبوخنا (به لاتین: Kalibukhna) یک منطقهٔ مسکونی در روسیه است که در شهرستان لواشینسکی واقع شده‌است.